# Afroplitis phyllocampa
Afroplitis phyllocampa är en fjärilsart som beskrevs av Henry Trimen 1909. Afroplitis phyllocampa ingår i släktet Afroplitis och familjen tandspinnare. Inga underarter finns listade i Catalogue of Life.